# Pseudopanthera radiata
Pseudopanthera radiata är en fjärilsart som beskrevs av Loritz 1947. Pseudopanthera radiata ingår i släktet Pseudopanthera och familjen mätare. Inga underarter finns listade.